# Charkh Katī
Charkh Katī (persiska: چرخ کتی) är en ort i Iran.   Den ligger i provinsen Mazandaran, i den norra delen av landet, 170 km nordost om huvudstaden Teheran. Antalet invånare är 142.
Terrängen runt Charkh Katī är mycket platt, och sluttar norrut. Runt Charkh Katī är det tätbefolkat, med 636 invånare per kvadratkilometer. Närmaste större samhälle är Jūybār, 7,2 km söder om Charkh Katī. Trakten runt Charkh Katī består till största delen av jordbruksmark.